# そこのみにて光輝く
『そこのみにて光輝く』（そこのみにてひかりかがやく）は佐藤泰志による日本の小説。1985年、『文藝』11月号に掲載。1989年に書き下ろしのエピソード「滴る陽のしずくにも」を加え河出書房新社より書籍が刊行され、第2回三島由紀夫賞候補となった。また本作を原作とした映画が2014年に公開された。

## あらすじ
第1章『そこのみにて光輝く』
ストライキ騒動に揺れる造船所を辞めた佐藤達夫は職を探さずパチンコ屋に入り浸り、そこでタバコの火を借りに来た大城拓児と知り合う。拓児はライターをくれたお礼にメシをおごると言い出し達夫はそれに付き合うことになる。浜辺を歩きたどり着いた場所は海岸通り沿いの砂山地帯をならし清掃工場や公営住宅が立ち並ぶようになるなど再開発が進んでいる街の一角に残る拓児の自宅のバラック小屋だった。そして達夫は拓児の姉の千夏と出会い、達夫は千夏に心を引かれるようになり、拓児と千夏と関わることにより達夫は大城家が認知症の進む父とそれを相手する母、拓児がかつて出自をけなされた末起こしてしまった事件による服役歴、一家の支えとなるべく夜の街で働く千夏などの重い問題を数多く抱えていると知り千夏への思いもより強くなって行く。達夫と千夏は徐々に距離を縮めて行きそして達夫は千夏に求婚するのだが、籍を入れなかったとはいえ千夏の前の内縁の夫で拓児の仕事に関わる中島の存在があったため、達夫は中島と直接対峙することを決める。
第2章『滴る陽のしずくにも』
達夫と千夏は娘ナオを授かり、達夫も近所の水産加工場に勤めるようになるなど平穏な生活を送っていた。ある日出稼ぎから帰って来た拓児の紹介で、5万円で中古のファミリアを譲ってくれるという松本と知り合になる。松本は鉱山を経営する会社の取締役で中古車の縁から達夫とも親好を深めて行き、達夫を鉱山の仕事に誘うようになる。達夫は妻や娘、そしてひとりバラックに残った義母のことを気にかけつつも勧誘を聞き入れ鉱山勤めをすると決める。そして達夫は水産加工場を辞め鉱山への出発の日を待っていたのだが、プールで松本に紹介された松本の元嫁と一夜限りの関係を持ち、さらにその日に拓児が街で千夏の悪口を言った者に刃物を向ける事件を起こしてしまい対応に追われる。浜辺で拓児を見つけ説得し出頭させ、その後競馬場で松本と拓児のことなどを話し合い達夫は当初の予定通り鉱山へ行くこととなる。

## 書誌情報
- そこのみにて光輝く（河出書房新社、1989年3月、ISBN 978-4309005522）
  - 文庫版（河出文庫、2011年4月5日、ISBN 978-4309410739）

## 映画
監督は呉美保、主演は綾野剛。配給は東京テアトルと函館シネマアイリス（北海道地区のみ）。レイティングはR15+。英題はTHE LIGHT SHINES ONLY THERE。第87回アカデミー賞外国語映画賞部門に日本代表作品として出品されたほか、第38回モントリオール世界映画祭最優秀監督賞、キネマ旬報ベスト・テン1位のほか個人賞3部門を獲得した。
同じく佐藤泰志原作による『海炭市叙景』（2010年公開、熊切和嘉監督）、『オーバー・フェンス』（2016年公開、山下敦弘監督）とともに「函館3部作」と位置づけられる。

### キャスト
佐藤達夫
演 - 綾野剛
無職。パチンコや散歩をしてダラダラと暇を持て余す生活をしている。以前は道路などに使う石材を山で採掘する仕事現場で人に指示を出す立場にあった。数年前に爆破事故が起きてしまい責任を取って仕事を辞めている。大城拓児と千夏と知り合い、それぞれと関わっていく。現在でも時々山の爆破事故が夢に出て来るため、事故のことを乗り越えられないでいる。
佐藤を演じた綾野剛は撮影中、函館の街で毎晩飲み明かし、あえてむくんだ顔で撮影に臨んでいたという。
大城千夏（ちなつ）
演 - 池脇千鶴
昼間は週3日水産加工場で働き、夜はバーの一室で男に体を売って生活費を稼いでいる。家が金銭的にギリギリの生活を送っていることや問題のある家族、中島との不倫関係を断ち切れないことに不満を持ちながら現在の状態に身を置いている。達夫と出会いお互いに惹かれるが、ちょっとしたことから衝突する。
大城拓児
演 - 菅田将暉
刑務所に入った過去があり、現在は仮釈放中。日雇い労働者で、依頼がある時だけ中島の造園業を手伝って働いている。仕事がない時はパチンコをしており、そこで達夫と知り合い親しくなった。話好きかつ社交的で、初めて会った人ともすぐに打ち解ける性格。病気になった父親の泰治を毛嫌いしている。
中島
演 - 高橋和也
造園業を営む。月に数回だけ拓児に仕事を手伝わせている。仕事では親しみやすい性格で周りから慕われており、私生活でも妻子想いの性格。しかしそれは表向きの姿で、裏では危ない雰囲気を持つ。気に入らないことがあれば凄んで見せることもあり、自らが好意を寄せる千夏に対し半ば強引に不倫に付き合わせている。
松本
演 - 火野正平
達夫の元仕事場の先輩。昔、仕事で使う発破作業中に右目を負傷している。仕事を辞めた達夫を気にかけており、何度か会っては彼に職場に戻ってもう一度一緒に働くよう誘う。
大城かずこ
演 - 伊佐山ひろ子
千夏と拓児の母。家の家事や泰治の日常の世話をしている。いつも暗く疲れた表情で過ごしている。刑務所に入ったことがある拓児が連れてくる人間は、ろくなやつがいないと愚痴をこぼす。
大城泰治
演 - 田村泰二郎
脳梗塞を起こして治療後、自宅で療養している。辛うじて単語は話せるが会話らしい会話ができず、ほぼ寝たきり状態。
他
演 - 奥野瑛太、あがた森魚、猫田直、小林万里子 ほか

### スタッフ
- 監督：呉美保
- 原作：佐藤泰志
- 脚本：高田亮
- 音楽：田中拓人
- 撮影：近藤龍人
- 照明：藤井勇
- 録音：吉田憲義
- 美術：井上心平
- 編集：木村悦子
- 助監督：山口隆治
- アクションコーディネーター：カラサワイサオ
- 撮影協力：はこだてフィルムコミッション、函館市、北斗市 ほか
- ラボ：IMAGICA
- プロデューサー：星野秀樹
- アソシエイトプロデューサー：吉岡宏城、佐治幸宏
- 製作：永田守
- 企画・製作：菅原和博
- エグゼクティブプロデューサー：前田紘孝
- 配給：東京テアトル、函館シネマアイリス
- 宣伝：太秦
- 制作プロダクション：ウィルコ
- 製作：「そこのみにて光輝く」製作委員会（TCエンタテインメント、スクラムトライ、函館シネマアイリス、TBSサービス、ひかりTV、ギャンビット、TBSラジオ&コミュニケーションズ、太秦、WIND）

### 封切
2014年4月12日より函館シネマアイリスで先行上映。4月19日よりテアトル新宿、ヒューマントラストシネマ有楽町など全国での公開を開始。日本経済新聞の映画評は今年有数の傑作として5つ星をつけた。
海外の映画祭では2014年8月に第38回モントリオール世界映画祭コンペティション部門に出品され、第87回アカデミー賞外国語映画賞部門に日本代表として出品された。

### 受賞歴
- 第38回モントリオール世界映画祭 - 最優秀監督賞（呉美保）[5]
- 第22回レインダンス映画祭 - ベストインターナショナル賞
- 第6回TAMA映画賞[6]
  - 最優秀女優賞（池脇千鶴）
  - 最優秀新進男優賞（菅田将暉）
- 第36回ヨコハマ映画祭
  - ベスト10第1位、作品賞
  - 主演男優賞（綾野剛）
  - 脚本賞（高田亮）
- 第88回キネマ旬報ベスト・テン[7]
  - 日本映画ベスト・テン1位
  - 監督賞（呉美保）
  - 脚本賞（高田亮）
  - 主演男優賞（綾野剛、『白ゆき姫殺人事件』と合わせて）
- 第38回日本アカデミー賞 優秀主演女優賞（池脇千鶴）[8]
- 第29回高崎映画祭[9]
  - 最優秀監督賞（呉美保）
  - 最優秀主演男優賞（綾野剛）
  - 最優秀助演女優賞（池脇千鶴）
  - 最優秀助演男優賞（高橋和也、菅田将暉）
- 第69回毎日映画コンクール[10]
  - 日本映画優秀賞
  - 男優主演賞（綾野剛）
  - 女優助演賞（池脇千鶴）
  - 監督賞（呉美保）
- 第57回ブルーリボン賞[11]
  - 監督賞（呉美保）
- 第10回おおさかシネマフェスティバル[12][13]
  - 作品賞
  - 主演男優賞（綾野剛、『白ゆき姫殺人事件』と合わせて）
  - 主演女優賞（池脇千鶴）
  - 助演男優賞（菅田将暉、『海月姫』、『闇金ウシジマくん Part2』と合わせて）
  - 監督賞（呉美保）
  - 撮影賞（近藤龍人、『私の男』と合わせて）
- 第20回日本インターネット映画大賞
  - 助演女優賞（池脇千鶴、『きみはいい子』その他）
- 平成26年度芸術選奨文部科学大臣新人賞映画部門（呉美保）
- 第9回アジア・フィルム・アワード - 最優秀助演女優賞（池脇千鶴）[14]
- 第24回日本映画批評家大賞[15]
  - 監督賞（呉美保）
  - 主演男優賞（綾野剛）
  - 助演女優賞（池脇千鶴）
  - 助演男優賞（菅田将暉）
- 第24回東京スポーツ映画大賞
  - 監督賞（呉美保）

### 関連商品
- そこのみにて光輝く オリジナル・サウンドトラック （ディー・アイ・エイ・エイ）
- ホームメディア 豪華版Blu-ray、豪華版DVD、通常版DVDの3形態（2014年11月14日発売 TCエンタテインメント）